# 商店街のピアニスト
『商店街のピアニスト』（しょうてんがいのピアニスト）は、BS松竹東急のオリジナルドラマ枠「月曜ドラマ」で2022年10月3日から12月26日まで放送されたテレビドラマ。主演は駒木根葵汰。
同枠の第3弾作品。
とある商店街のストリートピアノが置かれた元楽器店を舞台に、ストリートピアノの演奏者として新たな道を歩き出した主人公と、ストリートピアノを通して出会った人たちとの心の交流を描くハートフルヒューマンドラマ。
2023年10月期より同局の「土曜ドラマ」枠にて、続編となる『商店街のピアニスト 永遠の調べ』が放送された。

## キャスト

### 主要人物
澤本蓮（さわもと れん）
演 - 駒木根葵汰（幼少期：小野桜介）
電気工事士。10年前、ある事情からピアノを弾くことを止めていた。
梶原美鳥（かじわら みどり）
演 - 優希美青
元楽器店「かじわら楽器店」のひとり娘。
美大を志望しており、現在3浪中。

### 蓮の関係者
澤本忠史
演 - 船越英一郎（特別出演）
蓮の父親。10年前に姿を消し、行方不明。
澤本咲子
演 - 戸田菜穂
蓮の母親。蓮と2人で暮らしながら、忠史の帰りを待ち続ける。
鈴木、松岡
演 - 宗洸志（さんだる）、堀内将人（さんだる）
電気工事士。蓮の先輩。

### 美鳥の関係者
梶原洋介
演 - 吉満寛人
美鳥の父親。「かじわら楽器店」の元店主。

### 商店街の人々
加藤雅恵
演 - 久保田磨希
洋服店の店主。ストリートピアノ反対派。
加藤萌
演 - 長谷川晏
雅恵の娘。母の目を盗んでストリートピアノを演奏している。

### ゲスト

#### 第1話
自転車屋のおばあちゃん
演 - 吉田幸矢
蓮に高所の蛍光灯を交換してもらう。

#### 第3話
浅野ユキ
演 - 永島聖羅（第4話・第5話）
ストリートピアノの動画配信で人気を博している女性。

#### 第4話
長井亮平
演 - 水石亜飛夢（第5話）
「クラシックピアノ界の貴公子」と称されるピアニスト。

#### 第6話
古沢浩二
演 - 山田純大（第7話）
妻と息子と共に「かじわら楽器店」を訪ねる男。
古沢香織
演 - 上地春奈（第7話）
浩二の妻。体が麻痺しているが、浩二のピアノ演奏で動かないはずの指を動かし、鍵盤で音を鳴らす。
古沢太一
演 - 寄川歌太（第7話）
浩二の息子。

#### 第8話
後藤麻由美
演 - 木下彩音
ピアノ演奏の人気動画配信者であったユキの女性ファン。上京して就職した仕事が、本当にやりたかった仕事なのか悩んでいた。

## スタッフ
- 脚本 - 渡辺典子[2]
- 監督 - 川島直人[2]、吉川鮎太[2]
- 主題歌 - 珀「邂逅の旋律」（avex trax）[5]
- ピアノ監修 - 平田もも子[9]
- 撮影協力 - 千葉県フィルムコミッション、さつきが丘名店街、こてはし台自治会
- 音響効果 - スポット
- 技術協力 - いちまるよん、サウンドライズ、アムレック
- 美術協力 - フジアール
- プロデューサー - 佐々木淳一（BS松竹東急）[2]、川島永次（ホリプロ）[2]、佐藤慎太朗（ホリプロ）[2]
- 製作 - BS松竹東急、ホリプロ

## 放送日程
| 各話   | 放送日   | サブタイトル        | 監督     |
| ------ | -------- | ------------------- | -------- |
| 第1話  | 10月03日 | 運命                | 川島直人 |
| 第2話  | 10月10日 | カノン              | 川島直人 |
| 第3話  | 10月17日 | トロイメライ        | 川島直人 |
| 第4話  | 10月24日 | ラ・カンパネラ      | 川島直人 |
| 第5話  | 10月31日 | ラ・カンパネラII    | 吉川鮎太 |
| 第6話  | 11月07日 | 愛の挨拶            | 吉川鮎太 |
| 第7話  | 11月14日 | 愛の挨拶II          | 吉川鮎太 |
| 第8話  | 11月21日 | 乙女の祈り          | 吉川鮎太 |
| 第9話  | 11月28日 | きらきら星 変奏曲   | 川島直人 |
| 第10話 | 12月05日 | きらきら星 変奏曲II | 川島直人 |
| 第11話 | 12月12日 | 月の光              | 吉川鮎太 |
| 第12話 | 12月19日 | 新世界より          | 吉川鮎太 |
| 最終話 | 12月26日 | 歓喜の歌            | 川島直人 |